# والتر سكوت لو
والتر سكوت لو (بالإنجليزية: Walter Scott Law)‏ هو مهندس معماري أسترالي، ولد في 1852 في لندن في المملكة المتحدة، وتوفي في 1928.